# 君不花
君不花（?—?），蒙古帝国驸马。汪古部人，阿剌兀思剔吉忽里的孙子，孛要合之长子。
孛要合三子，都是侍妾所生：君不花、爱不花、拙里不花。君不花娶元定宗之女叶里迷失公主。跟随元宪宗蒙哥攻打南宋合州。有个宋朝兵士在城壁後大骂蒙古军，君不花一箭射杀了他。君不花死后，谥忠襄。有三子：囊家台，丘邻察，安童。